# Glacier oriental de l'Aiguille-Blanche
Le glacier oriental de l'Aiguille-Blanche est un glacier d'Italie situé dans le massif du Mont-Blanc, dans le val Vény.
Le glacier naît sur la face est de l'aiguille Blanche de Peuterey, à environ 3 300 mètres d'altitude, au-dessus du glacier de la Brenva,.